# Lyman Currier
Lyman Currier (* 28. August 1994 in Louisville) ist ein US-amerikanischer Freestyle-Skier.

## Werdegang
Currier nimmt seit 2010 an Wettbewerben der FIS und der AFP World Tour teil. Dabei errang er im März 2011 bei der USSA Revolution Tour am Mount Snow mit zweiten Plätzen in der Halfpipe und im Slopestyle seine ersten Podestplatzierungen. Im Freestyle-Skiing-Weltcup debütierte er zu Beginn der Saison 2011/12 in Copper Mountain und belegte dabei den 68. Platz in der Halfpipe. Im März 2012 kam er mit dem sechsten Platz in Mammoth im Weltcup erstmals unter die ersten Zehn und siegte bei der USSA Revolution Tour am Mount Snow in der Halfpipe. Die Saison beendete er auf dem achten Platz in der AFP World Tour Gesamtwertung. In der Saison 2012/13 holte er in Sierra Nevada im Slopestyle seinen ersten Weltcupsieg und siegte bei der Pipe Open Series in Truckee. Zum Saisonende wurde er US-amerikanischer Meister in der Halfpipe und belegte den fünften Rang im Slopestyle-Weltcup. Nach Platz eins in der Halfpipe zu Beginn der Saison 2013/14 bei den New Zealand Freeski Open in Cardrona, errang er bei der Winter Dew Tour in Breckenridge und beim US Grand Prix in Park City jeweils den dritten Platz in der Halfpipe und siegte ebenfalls beim zweiten US Grand Prix in Park City. Bei den Winter-X-Games 2014 in Aspen wurde er Sechster im Halfpipe-Wettbewerb. Im Februar 2014 kam er bei den Olympischen Winterspielen in Sotschi auf den 28. Platz in der Halfpipe. Zum Saisonende errang er den dritten Platz in der AFP World Tour-Gesamtwertung. In der folgenden Saison belegte er bei den Winter-X-Games 2015 in Aspen den siebten Rang und den zweiten Patz beim AFP World Tour Finale in Whistler jeweils in der Halfpipe. In der Saison 2015/16 wurde er Sechster bei den Winter-X-Games 2016 in Aspen und belegte bei den X-Games Oslo 2016 den 18. Platz. Im März 2016 errang er bei der SFR Freestyle Tour und Weltcup in Tignes den zweiten Platz in der Halfpipe und erreichte damit den vierten Platz im Halfpipe-Weltcup. In der Saison 2019/20 belegte er mit zwei dritten Plätzen, den 19. Platz im Gesamtweltcup und den fünften Rang im Halfpipe-Weltcup. Bei den Winter-X-Games 2020 wurde er Sechster.

## Erfolge
Saison 2010/11
- 2. Platz  USSA Revolution Tour am Mount Snow, Slopestyle
- 2. Platz  USSA Revolution Tour am Mount Snow, Halfpipe
- 2. Platz  Nationale Meisterschaften in Copper Mountain, Slopestyle
- 3. Platz  Nationale Meisterschaften in Copper Mountain, Halfpipe

Saison 2011/12
- 1. Platz  USSA Revolution Tour am Mount Snow, Halfpipe
- 2. Platz  Nationale Meisterschaften in Copper Mountain, Slopestyle

Saison 2012/13
- 1. Platz  The North Face Park and Pipe Open Series in Truckee, Slopestyle
- 1. Platz  Freestyle-Skiing-Weltcup in Sierra Nevada, Slopestyle
- 1. Platz  Nationale Meisterschaften in Copper Mountain, Halfpipe

Saison 2013/14
- 1. Platz  New Zealand Freeski Open in Cardrona, Halfpipe
- 1. Platz  US Grand Prix in Park City, Halfpipe
- 3. Platz  Winter Dew Tour in Breckenridge, Halfpipe
- 3. Platz  US Grand Prix in Park City, Halfpipe
- 3. Platz  AFP World Tour Gesamtwertung

Saison 2014/15
- 2. Platz AFP World Tour Finale in Whistler, Halfpipe

Saison 2015/16
- 2. Platz SFR Freestyle Tour und Freestyle-Skiing-Weltcup in Tignes, Halfpipe

Saison 2019/20
- 3. Platz  Freestyle-Skiing-Weltcup im Secret Garden Resort, Halfpipe
- 3. Platz  Freestyle-Skiing-Weltcup im Mammoth, Halfpipe